# Mikayil Useynov
Mikayil Huseynov était un architecte et historien de l’architecture azerbaïdjanais soviétique, architecte du peuple de l’URSS (1970), professeur (1939); Académicien de l'Académie des sciences de l'URSS (1945), véritable membre de l'Académie d'architecture de l'URSS (1985), héros du travail socialiste (1985), lauréat du prix d'État de deuxième classe Staline (1941), membre de Société royale des asiatiques d'Angleterre et d'Irlande.

## Biographie
Mikayil Huseynov est né le 19 avril 1905, à Bakou, dans une famille aisée. Son père était millionnaire, avait des bateaux sur la mer Caspienne et un grand manoir sur le front de mer. Son origine pèse sur lui comme l'épée de Damoclès et il pourrait être arrêté à tout moment. Il est décédé le 7 octobre 1992 et a été enterré dans l'allée d'honneur à Bakou.

## Créativité
Jusqu'en 1946, il a travaillé en étroite coopération créative et scientifique avec S.A. Dadachov. Quand ils étaient étudiants, Huseynov et Dadachov ont décerné le premier prix pour le projet commun du monument à Nizami Gandjavi, l'éminent poète et penseur du XIIe siècle.
Le bâtiment du Comité central du Parti communiste d'Azerbaïdjan, le Conservatoire d'État d'Azerbaïdjan, le Musée Nizami de la littérature azerbaïdjanaise à Bakou, le pavillon du Centre panrusse des expositions d'Azerbaïdjan à Moscou (1939 et 1954) comptent parmi leurs meilleures œuvres architecturales. Œuvres individuelles du projet Huseynov de la Bibliothèque publique d'État du nom de M.F. Akhundov (1960), groupe de bâtiments de l'Académie nationale des sciences de la RSS d'Azerbaïdjan (1951-1966) à Bakou, travaille sur une question d'architecture et de problèmes de construction urbaine et autres.

## Prix
- Prix d'État Staline de deuxième classe (1941) - pour le projet architectural du pavillon du Centre panrusse des expositions d'Azerbaïdjan;

- Héros du travail socialiste (1985) - pour ses grands mérites dans le développement de l'architecture soviétique, pour l'activité scientifique, pédagogique et sociale productive et en relation avec son 80e anniversaire;

- Trois ordres de Lénine (1946, 1958, 1985);

- Deux ordres de la bannière rouge du travail (1939, 1952);

- Député du Soviet suprême de l'Union soviétique de la 4e convocation (1954-1962)[5].